# Élodie Bouchez
Élodie Bouchez-Bangalter, född 5 april 1973 i Montreuil, är en fransk skådespelerska.
Bouchez har förutom filmer i hemlandet även spelat i amerikanska filmer. Hon medverkar i den amerikanska TV-serien Alias, där hon spelar terroristen Renée Rienne. Bouchez har en son, född 2002. Hon är gift med Thomas Bangalter, den ena halvan av den franska duon Daft Punk.